# Колективний сюзеренітет
Колекти́вний сюзереніте́т братське співволодіння (лат. corpus fratrum, нім. Brüdergemeine, фр. gouvernement confraternel) — політико-династичний принцип, згідно з яким політична влада (у своїй публічній репрезентації — титулатурі тощо) і, як наслідок, право розпоряджання ресурсами (територією та доходами з неї) належали не окремому володареві, а загалом правлячому родові, уособленому сукупністю братів генеалогічно старійшого покоління. За своїм походженням колективний сюзернітет являв собою рису архаїчної політичної свідомості та був наслідком перенесення в політичну сферу норм звичайного спадкового права. У більш-менш вираженій формі він був властивий багатьом раннім політіям давнього часу й середньовіччя, майже всім германським і слов'янським ранньодержавним утворенням в Європі, але систематичний розвиток отримав лише в державній практиці Франкської держави VI—IX ст. і Київської Русі X—XII ст.
У науці специфічні прояви колективного сюзернітету на Русі помітили давно; вони отримали перше концептуальне осмислення в рамках т.ак званої родової теорії С. Соловйова (1847). У своєму схематизованому вигляді вона призводила до неправомірних узагальнень (наприклад, до уявлення про ієрархію столів і «лествичний» порядок заміщення княжих столів), що викликало критику — переважно з боку прихильників теорії договірного права В. Сергеєвича. У радянській історіографії елементи колективного сюзернітету помилково тлумачилися як прояви феодальної роздробленості. Принциповий для правильного розуміння колектисного сюзернітету типологічний бік до останнього часу залишався поза увагою.
Цілісна теорія в загальних рисах була накреслена В. Т. Пашуто в монографії, що вийшла в 1965 р. В її створенні брала участь ціла плеяда найвизначніших істориків того часу. Назва монографії — «Древнерусское государство и его международное значение». В той час думка про повну державну деструкцію Русі вже мало кого задовольняла, виникла необхідність відшукання якого-небудь генерального та структуроутворюючого принципу соціально-політичних відносин в період феодальної роздробленості XII-XIII ст. У вказаній монографії полемізуючи з сучасною йому зарубіжною історіографією, що стверджувала державну анархію для XII-XIII ст. але й не сприймаючи думки про збереження єдиної держави на чолі з київським князем, В. Т. Пашуто висуває ідею про гегемонію в Південній Русі (власне, Руській землі і Києва в тому числі) декількох найбільш впливових князів.
Визначальним для нового державного порядку Русі вчений вважав поняття «частини», «причастя». Всі найсильніші князі, що управляють в порядку колективного сюзеренітету над Києвом і Руською Землею (що звузилась в кінці XII ст. до меж Київської Землі), здобували право на цю владу шляхом виділення їм яких-небудь земельних володінь в Київщині. В умовах феодальної роздробленості, гострого суперництва ворогуючих князівських угрупувань система колективного сюзеренітету в реальному житті встановлювалась шляхом захоплення Києва тією чи іншою коаліцією. Найбільш впливовим, а отже і частіше інших правлячими в Києві В. Т. Пашуто назвав дві коаліції: Суздаль — Галич і Волинь — Смоленськ. Захопивши Київ, будь-яке з названих угрупувань висуває із свого середовища кандидата, котрий і ставав київським князем, хоча й тільки «номінальним», що роздавав своїм співправителям Руську Землю у вигляді «причастя». Такі володіння в свою чергу були своєрідним гарантом їх участі у виконанні загальнодержавних зобов'язань. Основним регулятивним органом знову створеної системи між князівських відносин стали загальноруські з'їзди-«снеми».